# Partit Progressista (Xina)

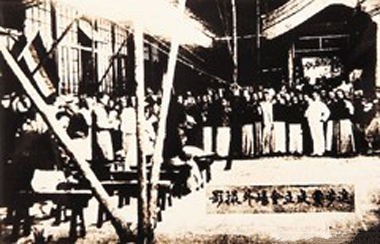
Fundació del Partit Progressista

El Partit Progressista (xinès simplificat: 进步党; xinès tradicional: 進步黨; pinyin: jìnbùdǎng) fou un partit polític xinès que va existir entre els anys 1913 i 1916. Els seus principis es fonamentaven en el republicanisme, el nacionalisme xinès, el conservadorisme i el constitucionalisme. La seva orientació política era dretana.
La derrota de la dinastia Qing en la Primera Guerra Sinojaponesa i els contactes amb els occidentals va fer evident, a elits intel·lectuals, la necessitat de reformes. Essent una de les principals que la Xina tingués una constitució, Apareixen dues organitzacions: la “Baohuanghui”, partidària d'una monarquia constitucional, i la “Tongmenghui", republicana (i fins i tot revolucionària). Amb el nou emperador Puyi, menor d'edat, el nepotisme desencanta a molts constitucionalistes.
El 29 de maig de 1913 neix el Partit Progressista amb la unió del Partit de la Unitat, encapçalat per Zhang Bigling amb republicans (que tenen el suport de Yuan Shikai i demòcrates. L'home fort del nou partit va ser Liang Qichao que defensarà un govern central fort.
Quan Yuan Shikai es va coronar emperador, Liang convenç Cai E per combatre Yuan aconseguint la seva retirada però el Partit Progressista va quedar dividit. El principal suport de Yuan va perdre així el seu protagonisme en la política de la Xina.